# Suddenly (singel Ashley Tisdale)
Suddenly – piosenka pop stworzona przez Amerykanki Ashley Tisdale i Janice Robinson na debiutancki, studyjny album Ashley Tisdale, pt. Headstrong (2007). Wyprodukowany przez Guya Roche’a, utwór wydany został jako czwarty singel z płyty dnia 2 maja 2008 w Niemczech.